# Henschel Hs 127
Die Henschel Hs 127 war ein deutscher Schnellbomber der Henschel Flugzeug-Werke.

## Entwicklung
Das Flugzeug wurde 1937 als zweimotoriger Schnellbomber entworfen und war ein freitragender Tiefdecker in Leichtmetallbauweise mit einziehbarem Normalfahrwerk. Angetrieben wurde die Hs 127 mit zwei DB-600-D-Motoren mit je 950 PS.
Es wurden bis 1938 nur zwei Versuchsmuster hergestellt, wobei die V-1 bei einem Flug zu Bruch ging. Der dritte Prototyp V-3 wurde nicht mehr fertiggestellt.
Da die vorgesehenen DB-600-Motoren sich in anderen Flugzeugmustern als unzuverlässig erwiesen, war der Einbau des stärkeren und mit Treibstoffdirekteinspritzung aufgerüsteten Motors DB 601 vorgesehen.
Aufgrund der hohen Geschwindigkeit wurde auf eine Abwehrbewaffnung verzichtet. Die Maschine hatte eine äußerliche und taktische Ähnlichkeit zum Grundentwurf der später sehr erfolgreichen de Havilland DH.98 Mosquito.

## Technische Daten
| Kenngröße             | Daten (Henschel Hs 127 V-2)                                                           |
| --------------------- | ------------------------------------------------------------------------------------- |
| Spannweite            | 18,00 m                                                                               |
| Länge                 | 11,23 m                                                                               |
| Höhe                  | 4,38 m                                                                                |
| Flügelfläche          | 39,00 m²                                                                              |
| Flächenbelastung      | 205 kg/m²                                                                             |
| Leistungsbelastung    | 4,60 kg/PS                                                                            |
| Leermasse             | 6700 kg                                                                               |
| Startmasse            | 8000 kg                                                                               |
| Antrieb               | 2 × flüssigkeitsgekühlte Zwölfzylinder-V-Motoren DB 600C, hängend, je 880 PS (647 kW) |
| Höchstgeschwindigkeit | 570 km/h                                                                              |
| Marschgeschwindigkeit | 478 km/h                                                                              |
| Reichweite            | 1400 km (praktisch)                                                                   |
| Gipfelhöhe            | 9200 m                                                                                |
| Bewaffnung            | maximal 1500 kg Bomben                                                                |